# Sakurai Harumi
Sakurai Harumi (櫻井浩美 (Anh Tỉnh Hạo Mĩ) sinh ngày 21 tháng 10 năm 1982) là một nữ diễn viên lồng tiếng người Nhật đến từ thủ đô Tōkyō, Nhật Bản. Cô khởi nghiệp vào năm 2002 và làm việc cho Office CHK, nhưng đã tự nguyện xin từ chức. Hiện Sakurai là thành viên của Office Watanabe, một loại hình công ty tương tự.

## Vai lồng tiếng

### Truyền hình
- Gunparade Orchestra - Hikomura Azusa
- Care Bears
- H2O: Footprints in the Sand - Kohinata Hayami
- Kyo Kara Maoh! - Sanclaire và Shilta
- Pluster World - Dirii
- The Law of Ueki - Kamui 'Shirokage' Rosso
- X-Men Evolution - Kitty Pryde
- Angel Beats! - Nakamura Yuri
- Fairy Tail - Lisanna
- Seikon No Qwaser - Seta Miyuki

### Trò chơi
- Chaos Wars
- Gunparade Orchestra: Blue Chapter
- Gunparade Orchestra: White Chapter
- Hiiro no Kakera
- Kyo Kara Maoh!: Mama Kuni no Kyūjitsu
- Little Busters! Ecstasy - Tokido Saya
- Shenmue II
- The Law of Ueki: Taosu ze Roberto Jūdan!!